# 阿拉维王朝
阿拉维王朝 （英语：Alaouite, or Alawite，阿拉伯语：‎），摩洛哥王朝，也被称为“谢里夫帝国”，“阿拉维”意为伊斯兰先知穆罕默德的女婿阿里的后代，王朝建立于1631年，1956-1975年后完全脱离了法国和西班牙的殖民统治，现任国王穆罕默德六世是该王朝的第22位君主。

## 初期
十三世紀末的阿拉古人進入摩洛哥時。領導者艾哈邁德·曼蘇爾（1578-1603）去世後開始增加他們在摩洛哥南部的實力。1669年，推翻了薩阿德王朝。勝利之後控制了摩洛哥，建立阿拉維王朝。

## 中期
王朝在伊斯梅爾·伊本·謝里夫（1672-1727）的治理下日漸強盛。
摩洛哥受歐洲影響。法國開始攻打摩洛哥，並於1844年的抗爭中放棄了抵抗。

## 歐洲聯繫人和法國保護國
1873-1894年，阿拉努埃特試展開革新，人民和行政當局也進行了現代化改進，以改善對柏柏爾人和貝都因人部落的控制。1905年第一次摩洛哥危機，摩洛哥得到了馬德里會議的保障 。
1912年12月3日摩洛哥被迫通過非斯條約承認自己為法國的保護國。

## 獨立運動
在1930年，柏柏爾人被置於法國的管轄之下，標誌著獨立運動的開始，兩次大戰後歐洲各國都受到重創，再也無力維持自身的殖民地。1956年3月2日給予摩洛哥脫離法屬摩洛哥獨立。